# Olanzapine
Olanzapine (merknamen Zyprexa of Zalasta) is een medicijn dat gebruikt wordt bij mensen die aan onder andere psychose, schizofrenie, manie, onrust, tics, posttraumatische stressstoornis of ernstige misselijkheid lijden. Het is een atypisch antipsychoticum. Dit medicijn is receptplichtig. Het is in de handel als tabletten van (2½), 5, (7½), 10, 15 en 20 mg. Het middel is daarnaast ook beschikbaar als injectievloeistof met gereguleerde afgifte voor depot-injecties, die dan in de regel eens in de 2 of 4 weken gegeven worden.

## Bijwerkingen
Onderzoek toont verband aan tussen olanzapine en hersenschade.
Om de kans op parkinsonisme en tardieve dyskinesie, ernstige bijwerkingen die bij langdurig gebruik van antipsychotica kunnen optreden, zo klein mogelijk te maken moeten antipsychotica zo laag mogelijk worden gedoseerd. Naast problemen met zien en bewegen ervaren veel gebruikers eetbuien, de zucht naar zoetigheid en een neiging tot het drinken van grote hoeveelheden koffie. Rokers gaan vaak meer roken door het gebruik van antipsychotica zoals olanzapine. Het is echter niet duidelijk of dit een causaal verband is; mensen die olanzapine dienen te nemen, ervaren namelijk psychische klachten en roken misschien ook daardoor meer. Bovendien zijn koffie en thee vaak de enige onbeperkt beschikbare dranken op veel psychiatrische afdelingen.